# Фёрстер, Эмануэль Алоис
Эмануэль Алоис Фёрстер (нем. Emanuel Aloys Förster; 26 января 1748, Нидерштайн королевство Пруссия (ныне Сцинавка-Дольна, Нижнесилезское воеводство, Польша) — 12 ноября 1823, Вена, Австрийская империя) — австрийский композитор, музыкальный теоретик и музыкальный педагог. Представитель Венской классической школы.

## Биография
В юности написал несколько концертов и множество сонат. После окончания школы работал в офисе отца, был призван в прусскую армию и провёл последние два года, участвуя Семилетней войне в качестве музыканта. После, около 1763 года отправился в Миттельвальд, где жил в тесном кругу музыкантов и учился у известного органиста Иоганна Георга Паузеванга. Вероятно, с 1776 по 1779 год жил в Праге, после чего поселился в Вене, где работал композитором и учителем музыки, подружился с венскими классицистами.
Благодаря женитьбе на Элеоноре фон Речка установил контакты с венской аристократией, что способствовало его репутации. В Вене подружился с Моцартом и Гайдном, которые, повлияли на музыкальный стиль Фёрстера.
Его музыкальные сочинения стилистически находятся посередине между зрелыми произведениями Йозефа Гайдна и Вольфганга Амадея Моцарта и ранними произведениями Людвига ван Бетховена.
В числе его известных учеников были Йозеф Майзедер, Луи Нидермейер, Георг Хельмесбергер, Франц Шоберлехнер и Франц Пехачек.
Создал ряд музыкальных сочинений, струнных квартетов и квинтетов, фуг, кантат, фортепианных квартетов, концертов для гобоя и прелюдий. Сочинения Фёрстера часто исполнялись, наряду с произведениями Бетховена и Гайдна.
Автор труда «Introduction to the Figured Bass» («Введения в фигурный бас»), трактата для студентов, изучающих композицию.